# ویلمکوت
ویلمکوت (به انگلیسی: Wilmcote) یک روستا و محله مدنی در بریتانیا است که در Stratford-on-Avon واقع شده‌است. ویلمکوت ۱٬۲۲۹ نفر جمعیت دارد.